# IBM zAAP
Der zAAP (System z Application Assist Processor) ist ein im Jahr 2004 veröffentlichter Spezialprozessor, der für die IBM-Großrechnermodelle ab z/990 und z/890 erhältlich ist.
Ein zAAP ist in der Lage, Java-Anwendungen auszuführen, so dass die anderen Prozessoren eines IBM-Großrechnersystems entlastet werden. Als Systemvoraussetzung für den Betrieb eines zAAP wird das Betriebssystem z/OS 1.6 oder höher benötigt.
Der zAAP ist nicht speziell für Java-Anwendungen optimiert. Vielmehr handelt es sich um eine „normale“ z/Series-CPU, die durch Microcode-Änderungen nicht mehr in der Lage ist, andere Anwendungen als die JVM auszuführen.  Dafür läuft sie jedoch immer mit maximaler Geschwindigkeit, während die übrigen CPUs unter Umständen je nach bestellter Rechnerleistung „gedrosselt“ werden. Außerdem zählt ein zAAP bei der Berechnung der Maschinenleistung (der sog. MSU-Rate) nicht mit, wodurch die Softwarekosten reduziert werden. Allerdings können in einer Maschine nicht mehr zAAPs als CPs (uneingeschränkte, „normale“ Prozessoren) konfiguriert sein.
Der zAAP wird ebenfalls von dem in das z/OS integrierten XML-Parser genutzt.
Auf den aktuellen IBM-Großrechnermodellen (z14, z13 und z13s) werden zAAP Prozessoren nicht mehr unterstützt, sondern nur noch zIIP Prozessoren. Mit dem Betriebssystem z/OS v1.11 oder höher, kann geeigneter zAAP-Workload nun auf den zIIP Prozessoren ausgeführt werden.